# Сертен Канробер
Франсоа Сертен Канробер (27. јун 1809—28. јануар 1895) је био француски маршал.

## Каријера
Од 1835. до 1849. године налази се у француским колонијалним снагама у Африци. Учествује у освајању Алжира. У личној служби председника Друге француске републике, Луја Наполеона Бонапарте, суровим репресалијама против париског становништва знатно му помаже да се државним ударом од 2. децембра 1851. године прогласи царем. У Кримском рату командант је француске Источне армије. У време опсаде Севастопоља (1854—1855), због неслагања са британским командантом Регланом, одрекао се 16. маја 1855. године положаја и примио команду 1. корпуса. Командовао је 3. корпусом у рату у Италији, а 6. корпусом у Француско-пруском рату (1870—1871). Истакао се у бици код Гравлот-Сен Привеа. Био је присталица капитулације ради очувања француске војске као инструмента царистичке реакције.